# Kinima Oikologon Perivallontiston
Kinima Oikologon Perivallontiston (KOP), "Rörelsen för ekologi och miljö", är ett grönt parti på Cypern, grundat 1996. Partiet är medlem i Europeiska gröna partiet (EGP), men partiet saknar Europaparlamentariker och ingår därför inte i någon partigrupp i Europaparlamentet.
I det nationella parlamentsvalet 2006 fick partiet 2,0 % av rösterna och vann således ett av 56 mandat i parlamentet.